# Споменици општине Источна Илиџа
Општина Источна Илиџа је релативно млада општина настала у посљератном периоду, и споменици који се налазе на њеној територији су углавном подигнути у славу војних и полицијских структура Републике Српске. На територији Источне Илиџе налазе се и три национална споменика Босне и Херцеговине.
| Слика | Назив                                           | Локација      | Адреса                   | Напомена |
| ----- | ----------------------------------------------- | ------------- | ------------------------ | --- |
|       | Градац на Илињачи                               | Горњи Которац |                          | Археолошко налазиште чине остаци праисторијске градине, остаци бедема касноантичког утврђења и истовремене цркве. Подручје је проглашено националним спомеником БиХ 2004. године.                                          |
|       | Некропола са стећцима у Крупцу                  | Крупац        | Равногорска              | Споменик је сачињен је од 21 стећка и 12 нишана, од којих су 2 стећка и један нишан пренесени у оближње насеље Војковиће. Подручје је проглашено националним спомеником БиХ 2007. године.                                  |
|       | Некропола са стећцима на локалитету Црнач       | Доњи Которац  | Аеродромска              | Подручје проглашено националним спомеником БиХ 2012. године. |
|       | Централно спомен обиљежје погинулим борцима ВРС | Вељине        | Дабробосанска            | Централно спомен обиљежје је још увијек у изградњи. Идеја је да ово буде спомен-капела за све погинуле борце ВРС из сарајевске регије, као и за све јединице и општине које више не постоје.                               |
|       | Споменик Оклопном батаљону                      | Добриња IV    | Трг Илиџанске бригаде    | Споменик подигнут палим борцима Оклопног батаљона, Прве сарајевске бригаде Војске Републике Српске. |
|       | Споменик Касиндолском батаљону                  | Касиндо       | Касиндолског батаљона    | Спомен обиљежје подигнуто у славу погинулих бораца Касиндолског батаљона. |
|       | Спомен капела                                   | Војковићи     | Друге сарајевске бригаде | Спомен капела посвећена погинулим борцима Илиџанског краја. |
|       | Споменик Алекси Бојовићу Брки                   | Касиндо       | Касиндолског батаљона    | 1955. године грађани Касиндола у знак сјећања на погинуле борце у Другом свјетском рату подигли овај споменик, народном хероју Алекси Бојовићу Брки који је био висок око два и по метра, а направљен од месинга и бронзе. |
|       | Споменик часним сестрама                        | Младичко Поље | Светога Николе           | Спомен обиљежје које свједочи о постојању самостана и животу часних сестара на Младицама. |
|       | Спомен обиљежје Крупачке стијене                | Крупац        | Равногорска              | На локалитету Крупачке стијене подигнут је споменик за партизанске борце учеснике Народно ослободилачке борбе. |
|       | Спомен плоча фудбалерима ФК Братства            | Војковићи     | Светог Петра Сарајевског | Спомен плоча фудбалерима ФК Братства, данашњег ФК Фамоса, који су погинули као припадници ВРС и МУП-а РС. |
|       | Спомен плоча борцима Игманског покрета          | Вјерча        | Српских извиђача         | Спомен плоча борцима Игманског покрета. |